# 巴雷特M99狙击步枪
巴雷特M99（Barrett Model 99，又名）是巴雷特在1999年推出的狙击步枪，發射12.7×99毫米北約口徑（.50 BMG）及.416巴雷特子彈。

## 設計及歷史
巴雷特在推出大口徑的M82及巴雷特M95後，為了再提高精確度及降低長度，以M95為基礎設計出一種犢牛式結構、旋轉後拉式槍機、內置彈倉只可放一發子彈的狙擊步槍。M99的槍口仍然裝有高效能的雙室制退器，但槍管沒有刻上線坑，亦沒有預設瞄準鏡，只有在機匣頂部設有的戰術導軌上安裝瞄準鏡，兩腳架裝在機匣前端的底部。巴雷特M99有12.7×99毫米NATO（.50 BMG）及.416 Barrett兩種口徑，亦提供四種不同槍管選擇，包括12.7×99毫米NATO（.50 BMG）的25、29、32寸槍管版本，及.416 Barrett的32寸槍管版本。
巴雷特為了令M99達到極高精度，因此結構比較簡單，彈倉只可放一發子彈而且不設彈匣，在軍事用途缺乏競爭力，所以現時主要是向民用市場及執法部門發售，在美國一些禁止民間擁有.50 BMG的州份（例如加州）只會發售.416 Barrett口徑版本。

## 使用國
- 阿尔巴尼亚
  - 阿爾巴尼亞武裝部隊[3]
- - 孟加拉陸軍[4]
- 荷蘭
  - 荷蘭皇家海軍陸戰隊[5]
- 俄羅斯
  - 聯邦安全局特別用途中心
- 乌克兰
  - 國土防衛軍
- 美国
  - 地方警察部門

## 流行文化

### 电影
- 2015年—《战狼》：由雇佣兵组织成员「刺客」在开篇抢夺敏登（倪大红饰）时所使用，但在武器特辑中被错误的介绍为巴雷特M82A1狙击步枪。

### 电子游戏
- 2006年—：命名为“SR M99”。
- 2007年—：命名为“M99 Sniper”。
- 2015年—《殺戮空間2》
- 2017年—《兵工廠》

## 資料來源
1. ↑  .   [2007-07-28]. （原始内容存档于2007-08-07）.
2. ↑  .   [2007年7月28日]. （原始内容存档于2007年8月9日）.
3. ↑  .   [2013-07-06]. （原始内容存档于2013-06-27）.
4. ↑  http://www.bdmilitary.com/index.php?option=com_content&view=article&id=216&Itemid=95%5B%5D
5. ↑  .   [2012-03-06]. （原始内容存档于2012-04-02）.